# 小山裕久
小山 裕久（こやま ひろひさ、1971年11月17日 - ）は、新潟テレビ21 (UX) のアナウンサーで、同局の報道制作局制作部長。

## 来歴
神奈川県相模原市出身。法政大学社会学部卒業。大学在学時には、学内の自主マスコミ講座を受講していた（5期生）。また、アナウンススクールの山本勉強会にも通っていた。
1994年に新潟テレビ21に入社し、同局のアナウンサーになる。
2010年代にはアナウンス室長、アナウンス部長を歴任。また後に、制作部長を務めながらアナウンス部にも所属という形になる。

## 担当番組
- 小野沢裕子のいきいきワイド - サブキャスター
- スーパーJチャンネルにいがた（2003年3月 - ） - ニュース担当[7]
- スポーツ中継 - 実況担当[8]
- UXニュース
- 全力LIVE（2011年4月 - 2012年3月） - ニュース担当[9]
- スーパーJにいがた（2012年4月 - 2019年3月） - キャスター
- まるどりっ!（2019年4月 - ）